# Ingrés marginal
En microeconomia, l'ingrés marginal és el canvi en l'ingrés total que es produeix quan la quantitat venuda s'incrementa una unitat, és a dir, l'increment de l'ingrés total que suposa la venda addicional d'una unitat d'un determinat bé.
Matemàticament, la funció de l'ingrés marginal {\displaystyle IM} és expressada com la derivada de la funció de l'ingrés total {\displaystyle IT} respecte a la quantitat.
Així la derivada d'un producte:
{\displaystyle IM={\frac {dIT}{dQ}}={\frac {dP}{dQ}}\cdot Q+{\frac {dQ}{dQ}}\cdot P=P+Q\cdot {\frac {dP}{dQ}}}.

## Ingrés marginal i equilibri de l'empresa
La condició d'equilibri de l'empresa que desitja maximitzar el seu benefici és ingrés marginal igual a cost marginal.

## Ingrés marginal en competència perfecta
En competència perfecta el preu es comporta com una constant amb el que en l'anterior derivada
({\displaystyle {\frac {DP}{DQ}}=0}) i així l'ingrés marginal és igual al preu

## Ingrés marginal i elmonopoli

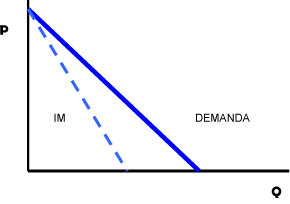
Figura 1 Corba de demanda i ingrés marginal

En un monopoli l'elevació del preu produirà una disminució de les vendes i l'ingrés anirà baixant, així: ({\displaystyle {\frac {DP}{DQ}}<0}) i, per tant, l'ingrés marginal és menor que el preu.
En el cas especial que la corba inversa de demanda sigui de caràcter lineal:
{\displaystyle p=a-b\cdot Q}, l'ingrés serà:{\displaystyle IT=P\cdot Q}. i per tant: {\displaystyle IT=a\cdot Q-b\cdot Q^{2}}.
i per tant el: {\displaystyle IM=a-2\cdot b\cdot Q}
A la figura 1 es mostra el traçat de la demanda i l'ingrés marginal, en aquest darrer cas.

## Ingrés Marginal ielasticitat de la demanda
Quan l'elasticitat en valor absolut és 1, l'ingrés marginal és zero, ja que això significa que l'increment del preu es veuen compensat per la disminució de la quantitat demandada no variant per tant l'ingrés total.
- Si l'elasticitat és inferior a 1, la pujada del preu comporta un ingrés marginal positiu i, per tant, puja l'ingrés total.
- Si l'elasticitat és superior a 1, la pujada del preu comporta un ingrés marginal negatiu i, per tant, disminueix l'ingrés total.